# Halley Alves Bessa
Halley Alves Bessa nasceu em Juiz de Fora (Minas Gerais), no dia 22 de Janeiro de 1915 e faleceu em 24 de Novembro de 1994 em Belo Horizonte. Foi psicólogo, psiquiatra e professor universitário.

## Biografia
Halley Alves Bessa nasceu em Minas Gerais e formou-se em Medicina em 1945 pela Universidade de Minas Gerais – UMG – que mais tarde tornou-se a Universidade Federal de Minas Gerais. No ano de 1954 especializou-se em Criminologia no Instituto de Criminologia da Faculdade de Direito da UFMG. Teve importante formação católica, atuando em movimentos como a Juventude Estudantil Católica e a Juventude Universitária Católica e em 1984 terminou o curso de Teologia na Universidade Católica de Minas Gerais, a UMG.
Tornou-se livre docente da disciplina Medicina Legal pela Faculdade de Direito da UFMG em 1959, a sua tese Personalidade e crime continha estudo sobre a contribuição das ciências psicológicas à compreensão de atos criminosos, que segundo Bessa devem ser considerados na avaliação da responsabilidade penal. A teoria de Halley tem como influencia Rosenzweig e a teoria da frustração-agressão, a avaliação psicotécnica através do Psicodiagnóstico Miocinético – PMK de Mira y López ou do Psicoteste de Frustração do próprio Rosenzweig.
Aproximou-se da Psicologia e foi sócio-fundador da Sociedade Mineira de Psicologia no ano de 1957 e da Sociedade de Psicoterapia de Grupo de Minas Gerais em 1966. Lecionou disciplinas relacionadas à Psicopedagógicos da Conduta do Menor no Curso de Serviço Social da UCMG entre 1947 a 1960 e foi professor de Fisiologia Nervosa e Medicina Legal na Faculdade de Ciências Médicas de Minas Gerais entre 1953 e 1977, sendo também co-fundador do instituto. Após obter o registro como psicólogo, atuou na instalação do Conselho Regional de Psicologia na 4ª Região (Minas Gerais e Espírito Santo), no ano de 1980 a 1982.
Participou da fundação do Curso de Psicologia da Pontifica Universidade Católica de Minas Gerais – PUC-MG -, em 1961, e da Fundação Mineira de Educação e Cultura FUMEC, instituição que dirigiu entre 1971 e 1975, e que mantém curso de Psicologia desde 1971. Foi Conselheiro no Conselho Federal de Psicologia em 1974 até 1979, tendo destaque na defesa da atuação profissional dos psicólogos na área clínica e foi pioneiro na abertura do trabalho de psicólogos nesta área, além da Psicologia Jurídica e Psicologia hospitalar. Teve intensa atuação na defesa da humanização do tratamento das doenças mentais, particularmente em conferências e artigos publicados na imprensa de Belo Horizonte a partir da década de 70, nos jornais O Diário (de orientação católica) e Estado de Minas.
No dia 17 de junho de 1998 foi sancionada, pelo então Prefeito de Belo Horizonte Célio de Castro, a Lei 7750  que criou o  Parque Municipal Halley Alves Bessa. Sua vegetação predominante é herbácea, exótica e ornamental, possuindo uma area de 3.100 metros quadrados e se localiza ao longo de um trecho do córrego do Cercadinho. O parque está em Belo Horizonte.